# Albissola 2010
Maillots
L'Albissola 2010, plus souvent abrégé en Albissola, est un club de football italien qui représente les communes d’Albissola Marina et d’Albisola Superiore, en province de Savone.
Le club joue ses matchs à domicile au Stade communal de Faraggiana.

## Histoire
Fondée en 2010 sous la forme d’une association d’amateurs par la fusion de deux clubs préexistants, dont un créé dès 1909, celui d' Albisola Superiore qui portait le nom de l'Unione Sportiva Albisola, elle atteint le niveau professionnel en 2018, en accédant à la Serie C.